# Difethialon
Difethialon ist ein Gemisch von vier isomeren chemischen Verbindungen aus der Gruppe der Thiocumarine, das als Rodentizid verwendet wird und strukturell dem Warfarin ähnelt. Es ist ein wasserunlösliches, weißes bis gelbes Pulver.

## Verwendung
Difethialon ist ein Antigerinnungsmittel der zweiten Generation, das 1986 eingeführt wurde. Es wird vorwiegend zur Mäuse- und Rattenbekämpfung im Innenraum sowie in Lagern und Ställen eingesetzt. Es darf nur in gesicherten Köderboxen und nicht als Kontaktpulver eingesetzt werden. Vergiftete Tiere dürfen nicht ins Freie gelangen. Resistenzen gegen Difethialon sind bisher nicht bekannt geworden. Für den Menschen ist es sehr giftig, ebenso für die meisten höheren Tierarten. Sekundärvergiftungen von Haus- und Wildtieren sind bei Verzehr von getöteten Nagetieren möglich. Bei versehentlicher Aufnahme muss eine Therapie mit Vitamin-K-Präparaten unter ärztlicher Kontrolle erfolgen.

## Zulassung
In den USA ist die Verwendung seit einem Beschluss der EPA vom Mai 2008 nur professionellen Nutzern vorbehalten. Die Benutzung ist nur im landwirtschaftlichen Bereich möglich und in Wohngegenden verboten, zudem wird Difethialon nur in Packungsgrößen über 4 kg verkauft.
In Deutschland ist die Zulassung seit der Aufnahme in die Tabelle in Anhang I der Richtlinie 98/8/EG am 1. November 2009 bisher bis zum 31. Oktober 2014 befristet. Die Befristung wurde 2017 bis zum 30. Juni 2024 verlängert.